# Eparquía de Alejandría de los armenios
La eparquía de Alejandría de los armenios o de Iskanderiya de los armenios (en latín: Eparchia Alexandrinus Armenorum, en árabe: أبرشية الإسكندرية للأرمن الكاثوليك‎ y en armenio: Ալեքսանդրիայի թեմ) es una circunscripción eclesiástica de la Iglesia católica en Egipto, Sudán y Sudán del Sur. Se trata de una eparquía armenia, sufragánea del patriarcado de Cilicia de los armenios. Desde el 7 de enero de 2004 su eparca es Kricor-Okosdinos Coussa.

## Territorio y organización
La eparquía tiene 3 502 416 km² y extiende su jurisdicción sobre los fieles católicos de rito armenio residentes en Egipto, Sudán y Sudán del Sur (aunque la casi totalidad de los mismos se halla en Egipto). La eparquía está dentro del territorio propio del patriarcado de Cilicia de los armenios.
La sede de la eparquía se encuentra en la ciudad de El Cairo, en donde se halla la Catedral de la Anunciación.
En 2023 en la eparquía existían 4 parroquias:
- Catedral de la Anunciación, en El Cairo;
- Iglesia de Santa Teresa, en el distrito de Heliópolis en El Cairo;
- Iglesia de la Resurrección, en el cementerio de El Cairo;
- Iglesia de la Inmaculada Concepción de la Virgen María, en Alejandría.[4]

## Historia
Los católicos armenios están presentes en Egipto desde fines de la primera mitad del siglo XVIII, en particular en las ciudades de Alejandría y de El Cairo. En 1730 el papa Clemente XII exhortó al arzobispo de Beroea (Alepo) Abraham Ardzivian, a cuidar espiritualmente de los armenios en Egipto. Cuando el 26 de noviembre de 1742 fue reconocido como primer patriarca católico armenio de Cilicia, Abraham Pedro I Ardzivian, unas 40 familias armenias católicas de Egipto quedaron bajo su jurisdicción. El patriarca envió sacerdotes a Egipto: en 1743 al padre Hospice, en 1744 al padre Matthaus, en 1745 al padre de Cykmikeljian, en 1746 al padre de Gabriel y en 1749 al padre Cyrk. 
El papa Benedicto XIV el 20 de julio de 1760 dispuso que la jurisdicción del patriarca armenio en Egipto era per tolerantiam sanctae sedis a modo de indulgencia, pues no era parte original del catolicosado de Cilicia.
Luego de la evacuación de Egipto por las tropas de Napoleón Bonaparte en 1801 de Egipto, el gobernante de El Cairo Nassib Pashá tomó represalias contra los franceses ordenando una matanza de cristianos. Los armenios sobrevivientes se refugiaron en el antiguo El Cairo. A partir de 1820 la situación política de Egipto permitió el envío de sacerdotes por el patriarca. El 6 de enero de 1830 el sultán del Imperio otomano puso fin a las medidas represivas contra los católicos y permitió el regreso de los exiliados, la devolución de sus bienes, la construcción de lugares de culto y existencia de diócesis. Sin embargo, el eyalato de Egipto estaba fuera de su control real.
El 26 de agosto de 1849 fue ordenado el primer archieparca armenio para Egipto en el monasterio de Bzommar en Líbano, Paul Acderian, quedando establecida la archieparquía de Alejandría según el Anuario Pontificio en 1850. Acderian participó en el sínodo de Bzommar del 18 de octubre de 1851 convocado por el patriarca Gregorio Pedro VIII Der Asdvadzadourian, en el que se dispuso que el patriarcado debía tener 10 diócesis, una de ellas serías Alejandría: «3. Alexandriae, quae Aegyptum, Damiatam, Harascit et viciniora complectitur.»
Tras la muerte de Acderian en 1866 la archieparquía fue reducida a vicariato patriarcal en 1867 y quedó administrada por el vicario apostólico de Egipto. La Santa Sede dispuso el 13 de agosto de 1867 la aprobación de la conferencia armenia de Roma, incluyendo la extensión del territorio propio del patriarcado al jedivato de Egipto, que entonces comprendía todo el Sudán y partes de Libia.
En 1885, durante el papado de León XIII, la eparquía fue restablecida siendo designado obispo Barnabé Akscheislian. En 1890 tuvieron su primer lugar de culto en Alejandría, que en 1894 se transformó en la iglesia de la Inmaculada Concepción de la Virgen María. Desde el 6 de enero de 1899 los armenios de Alejandría tuvieron su propio cementerio, pues antes de eso usaban cementerios latinos. La catedral fue inaugurada en 1926.
En 1898 la Congregación de Propaganda Fide informaba que la eparquía tenía 2000 fieles y 5 sacerdotes del clero de Bzommar. No había parroquias, pero sí dos estaciones principales, en El Cairo y en Alejandría, y otras dos secundarias. No existían escuelas armenias católicas.
Desde 2005 el cuidado pastoral del exarcado patriarcal de Jerusalén y Amán se confió al eparca de Alejandría.
Luego de la división de Sudán e independencia de Sudán del Sur el 9 de julio de 2011, ambos países continuaron dentro del territorio de la eparquía.

## Estadísticas
Según el Anuario Pontificio 2024 la eparquía tenía a fines de 2023 un total de 9153 fieles bautizados.
| Año                                                                             | Población            | Población | Población      | Sacerdotes | Sacerdotes    | Sacerdotes    | Bautizados por sacerdote | Diáconos permanentes | Religiosos | Religiosos | Parroquias |
| Año                                                                             | Bautizados católicos | Total     | % de católicos | Total      | Clero secular | Clero regular | Bautizados por sacerdote | Diáconos permanentes | Varones    | Mujeres    | Parroquias |
| ------------------------------------------------------------------------------- | -------------------- | --------- | -------------- | ---------- | ------------- | ------------- | ------------------------ | -------------------- | ---------- | ---------- | ---------- |
| 1969                                                                            | 25 000               | ?         | ?              | 4          | 4             |               | 6250                     |                      |            |            | 2          |
| 1980                                                                            | 2250                 | ?         | ?              | 3          | 1             | 2             | 750                      |                      | 2          | 8          | 3          |
| 1999                                                                            | 1287                 | ?         | ?              | 1          | 1             |               | 1287                     |                      |            | 5          | 3          |
| 2000                                                                            | 1276                 | ?         | ?              | 1          | 1             |               | 1276                     |                      |            | 5          | 3          |
| 2001                                                                            | 1276                 | ?         | ?              | 1          | 1             |               | 1276                     |                      |            | 5          | 3          |
| 2002                                                                            | 1276                 | ?         | ?              | 1          | 1             |               | 1276                     |                      |            | 5          | 3          |
| 2003                                                                            | 1276                 | ?         | ?              | 2          | 2             |               | 638                      |                      |            | 5          | 3          |
| 2006                                                                            | 6000                 | ?         | ?              | 3          | 3             |               | 2000                     |                      |            | 4          | 4          |
| 2009                                                                            | 6500                 | ?         | ?              | 1          | 1             |               | 6500                     |                      |            | 5          | 4          |
| 2013                                                                            | 6500                 | ?         | ?              | 2          | 2             |               | 3250                     |                      |            | 4          | 4          |
| 2016                                                                            | 6500                 | ?         | ?              | 1          | 1             |               | 6500                     |                      |            | 4          | 4          |
| 2019                                                                            | 8960                 |           |                | 1          | 1             |               | 8960                     |                      |            | 3          | 4          |
| 2021                                                                            | 9153                 | ?         | ?              |            |               |               |                          |                      |            | 2          | 4          |
| 2023                                                                            | 9153                 | ?         | ?              | 2          | 1             | 1             | 4576                     |                      |            | 2          | 4          |
| Fuente: Catholic-Hierarchy, que a su vez toma los datos del Anuario Pontificio. |                      |           |                |            |               |               |                          |                      |            |            |            |

## Episcopologio
- Archieparca Paul Acderian (Paolo Attarian) † (consagrado 26 de agosto de 1849-15 de abril de 1866 falleció)
  - Sede vacante (1866-1886)
- Barnabé Akscheislian † (2 de mayo de 1886-16 de mayo de 1898 falleció)
- Boghos Sabbaghian † (28 de agosto de 1901-4 de agosto de 1904 nombrado patriarca de Cilicia)
- Pietro Kojunian † (26 de febrero de 1907-17 de marzo de 1911 nombrado archieparca titular de Calcedonia)
- Jean Couzian, I.C.P.B. † (27 de agosto de 1911-6 de mayo de 1933 falleció)
- Jacques Nessimian † (5 de agosto de 1933-2 de julio de 1960 falleció)
- Raphaël Bayan † (2 de julio de 1960 por sucesión-9 de marzo de 1989 retirado)
- Nerses Tarmouni † (21 de agosto de 1989-7 de octubre de 1999 nombrado patriarca de Cilicia)
  - Sede vacante (1999-2004)
- Kricor-Okosdinos Coussa, desde el 7 de enero de 2004